# Compañía Austriaca de las Indias Orientales
La Compañía austriaca de las Indias Orientales es un término que se refiere a una serie de compañías comerciales austriacas con sede en Ostende y Trieste. La Compañía asiática Imperial de Trieste y Amberes (en francés: Société impériale asiatique de Trieste et Anvers) y la Compañía asiática de Trieste o la Compañía Trieste (Société asiatique de Trieste) fueron fundadas por William Bolts en 1775 y disueltas en 1785.

## Establecimiento de la Compañía
En 1775, William Bolts ofreció sus servicios al gobierno Imperial, mediante una propuesta para restablecier el comercio austriaco con India desde el puerto adriático de Trieste. Su propuesta fue aceptada por el gobierno de la Emperatriz María Teresa.

### El viaje delGiuseppe e Teresa, 1776–81
El 24 de septiembre de 1776, Bolt navegó desde Livorno, en los dominios de Leopoldo, Gran Duque Magnífico de Toscana, el hijo más joven de la Emperatriz, hasta la India, al mando de un barco bajo bandera del Sacro Imperio Romano, el anterior Indiaman Earl of Lincoln, rebautizado Giuseppe e Teresa (llamado también Joseph et Thérèse o Joseph und Theresia). Llevaba con él una carta que le autorizaba para comerciar diez años bajo los colores Imperiales entre puertos adriáticos de Austria y Persia, India, China y África, y desde África y Madagascar a América. Esta empresa requirió un capital sustancioso, que Bolts buscó en los Países Bajos austriacos (Bélgica a día de hoy), y  contrató al banquero de Amberes, Charles Proli, y sus asociados, los banqueros I.C.I. Borrikens y D. Nagel.

### Colonización de la Bahía de Maputo
En pocos años, Bolts estableció factorías en la Costa de Malabar, en la costa africana del sur, en la Bahía de Maputo, y en las Islas Nicobar. .
Su objetivo al establecer una factoría en la bahía de Maputo era utilizarla como base para el comercio entre África del Este y los puertos de la  costa oeste de la India. Consiguió tres barcos para mantener este comercio nacional, como se denominaba al comercio por europeos entre India y otros destinos no europeos. La bandera Imperial no ondeó mucho tiempo en la Bahía de Maputo, ya que alarmó a las autoridades portuguesas, que reclamaron la colonia y enviaron una fragata de 40 cañones y 500 hombres desde Goa para expulsar a los hombres de Bolts en abril de 1781 y fundar el presidio de Lourenço Marques (Maputo) con lo que se estableció allí una presencia portuguesa permanente.

### Actividades en India, 1776–81
Cuándo  conoció la aventura de Bolts, la Compañía Británica de las Indias Orientales (EIC) instruyó a sus agentes en Bengala, Madrás y Bombay para “perseguir los medios más efectivos que puedan ser plenamente justificado para combatirle y derrotarle"..
Además, en 1774 la EIC cedió el Bazar Banki en el Río Hooghli, río arriba desde Calcuta, a la Compañía de Ostende o Compañía austriaca de las Indias Orientales. Este seguía en manos austriacas en 1794, pero los británicos finalmente lo recuperaron, probablemente poco después.
Bolts sacó el máximo partido a la neutralidad de Austria en la guerra entre Gran Bretaña y Francia, España y Holanda (1778-1783) que formaba parte de la lucha por la independencia americana. Los repetidos actos hostiles de la Compañía contra Bolts en India fueron la causa de representaciones urgentes del Embajador austriaco en Londres, que resultaron en enero de 1782 en el envío de instrucciones del Consejo de Administración a la India,que ordenaban a sus agentes en India que evitaran las ofensas a "cualquier asunto de su Majestad Imperial".
A pesar de que cuando Bolts llegó a la India, a Surat,  se enfrentó con una pared de oposición levantada por la Compañía de las Indias Orientales, pronto se dio a conocer a Hyder Ali, Nabab de Mysore y el adversario más fuerte de los ingleses en India. Visitó al nabab en su capital, Sringapatma, donde  le concedió permiso para establecer  factorías comerciales en el sus dominios de la costa malabar en Mangalore, Karwar y Baliapatam.

### Colonización de las Islas Nicobar
Mientras Bolts estaba en Sringapatma,  envió al Giusseppe e Teresa a las Islas Nicobar, adonde  llegó en junio de 1778. Una vez allí, su capitán, Bennet, tomó posesión el 12 de julio. Las islas eran foco de un esfuerzo misionero cristiano de la Hermandad de Moravia, que visitaban de vez en cuando desde la base danesa en India, en Tarambangadi. Como consecuencia de la acción de Bolts, la compañía Imperial había establecido una sede comercial en la isla de Nancowery, al mando de Gottfried Stahl, acompañado por otros cinco europeos. Las autoridades danesas protestaron enérgicamente contra la acción de Bolts tomando posesión de las Nicobar y en 1783 envió un buque de guerra para expulsar a los austríacos.

### Disputa entre Bolts y Proli
A pesar de sus muchos logros desde 1776, la aventura de Bolts en general había ocasionado pérdidas, para  disgusto de sus patrocinadores belgas, Charles Proli y sus asociados. Proli también discrepaba con Bolts sobre la importancia del mercado de China: Proli quería concentrarse exclusivamente en aquel mercado mientras que Bolts idefendía la importancia similar de India ya que las mercancías austriacas, como mercurio, plomo, cobre, hierro, estaño y vitriolo, podría venderse allí, en contraste con China donde solo se aceptaban dólares de plata españoles a cambio de productos chinos como té, porcelana y seda. Mientras Bolts seguía en India, el grupo de Proli envió dos barcos, el Ville de Vienne a Mauricio y el Prínce Kaunitz a China, sin informarle. Por su parte, el grupo Proli ignoraba la compra por Bolts  de un barco  llamado Prínce Kaunitz,  Esto constituyó una ruptura de su contrato con él. Rechazaron abonar las facturas enviadas mientras  estaba en India. Ellos solicitaron al Gobierno Imperial que les transfiriera su carta exclusivamente a ellos. También se apoderaron del Giuseppe e Teresa como garantia cuando el barco regresó a Leghorn. En una audiencia con el Emperador José II en Bruselas el 28 de julio de 1781, Bolts y Proli acordaron la transformación de su sociedad a una compañía de participación, y que August Bolts entregara su carta a la nueva  Compañía Imperial de Trieste y Amberes para el Comercio de Asia (Société Impériale pour le Comerce Asiatique de Trieste et d'Anvers). La Compañía iba a enviar seis barcos a China e India, dos a Mauricio y África Del este, y tres a las pesquerías de ballenas del sur .

## Compañía imperial de Trieste y Amberes
La Compañía Imperial de Trieste y Amberes se abrió a suscripción pública en agosto de 1781 para recaudar, nominalmente, la mitad de su capital en mil participaciones. De hecho, la Compañía estaba seriamente infracapitalizada, ya que las otras mil participaciones en posesión del grupo  Proli y Bolts se sufragaron por su valor nominal con los bienes de la asociación anterior. La tasación de Bolts de dichos bienes se aceptó con su valor nominal también, pero  era una tasación ficticia y de hecho la nueva compañía heredó las deudas de la antigua. Por tanto, adoleció de carencia crónica de efectivo y tuvo que recurrir a préstamos a corto plazo y a la gruesa (para los que los propios barcos eran la garantía) con una prima de 30 a 35 por ciento. En estas condiciones, cada viaje tenía que ser un éxito para que la Compañía fuese viable. También bajo los términos del acuerdo de creación de la nueva compañía, Bolts cedía su carta a sus socios belgas a cambio de un préstamo de 200.000 florines (es decir, sus 200 participaciones en la compañía) y el derecho de enviar dos barcos por su propia cuenta a China.
La Compañía Imperial asiática bajo la dirección del grupo Proli se centraba en el comercio de té de China. En 1781, 1782 y 1783 el precio de té en Europa, especialmente en Inglaterra, había subido hasta niveles nunca vistos. En 1781 y 1782 ningún barco holandés o francés apareció en Guangzhou (entonces denominado Cantón) a causa de la Guerra americana, y en 1782 solo once barcos ingleses, tres daneses y dos suecos arribaron allí. Solo cuatro de trece barcos ingleses regresaron sin incidentes en 1783 debido a la actividad naval francesa. Con la intención de aprovechar la oportunidad de obtener buenos beneficios, el grupo Proli envió cinco barcos a Cantón: el Croate, el Kollowrath, el Zinzendorff, el Archiduc Maximilien y el Autrichien. Aun así, la oportunidad se había perdido ya que, con la firma del armisticio en enero de 1783, los países antes beligerantes pudieron enviar sus barcos a Cantón sin incidentes, y en el verano de 1783 llegaron allí un total de treinta y ocho barcos , incluyendo los cinco barcos imperiales. Tuvieron que comprar té a un precio elevado, pero cuando  regresaron a Ostende en julio de 1784  tuvieron que venderlo a precio bajo en un mercado saturado, teniendo que pagar también por el permiso para regresar a aquel puerto. El precio del té en Ostende se desplomó cuando el Gobierno británico introdujo la Commutation Act en 1784, que reducía el impuesto sobre el té desde cincuenta al diez por ciento lo que hacía que el contrabando de los Países Bajos ya no fuera  rentable. El precio del té en Europa cayó de repente de entre 30 y 33 sols franceses a entre 11 y 14, o alrededor sesenta por céntimo. Desastrosamente, un sexto barco, el Belgioioso, que transportaba una gran cantidad de plata para la compra de bienes chinos, se hundió en una tormenta en el Mar irlandés pronto después de haber zarpado de Liverpool, donde haya cabido fuera para el viaje a Lado. A toda costa de montar pérdidas, deudas y responsabilidades, la Compañía invertida en un barco más lejano, el Kaiserliche Adler o Aigle Impériale [Águila Imperial], un gigante de 1,100 toneladas, especialmente construido para la Compañía por los astilleros del Fiume que fue botado en marzo de 1784, elevando la flota de la Compañía a un total de nueve barcos. Los asuntos vinieron a una cabeza en enero de 1785 cuando la Compañía suspendió todos los  pagos y poco después fue declarada en bancarrota, arrastrando al grupo Proli en su caída. Charles Proli suicidio comprometido. Un artículo en la prensa de Dublín de 25 de mayo de 1786 registró la venta de los barcos de la compañía disuelta, Zinderdorf [sic], Kollowrath, Kaunitz, Maximilian y austríaco, “junto con la totalidad de su aparejo, pistolas, tiendas, &c.” Y observó: “La destrucción de esta compañía, así como muchos otros en Europa, se debe en gran medida a la "Commutation Act" del impuesto del té en Inglaterra, y a las ventajas que las posesiones territoriales aportan a favor de la compañía británica.”